# Impatiens calcicola
Impatiens calcicola är en balsaminväxtart som beskrevs av William Grant Craib. Impatiens calcicola ingår i släktet balsaminer, och familjen balsaminväxter. Inga underarter finns listade i Catalogue of Life.